# Telecentrická optická soustava

1. Konvenční objektiv
2. Objektiv telecentrický v předmětovém prostoru
3. Objektiv telecentrický v obrazovém prostoru
4. Oboustranně telecentrický objektiv

Telecentrická optická soustava (telecentrický objktiv) je speciální optická soustava čoček (obvykle objektiv nebo fotografický objektiv), která má vstupní nebo výstupní pupilu nebo obojí v nekonečnu. Principem telecentrického objektivu je odstínění paprsků z jiných směrů než rovnoběžně s optickou osou. Velikost obrazu vytvořeného telecentrickým objektivem nezávisí na vzdálenosti mezi zobrazovaným objektem a objektivem, nebo na vzdálenosti mezi rovinou obrazu a objektivem, případně na obojím. Tato optická vlastnost se nazývá telecentricita. Telecentrické objektivy se používají pro přesná optická dvourozměrná měření, reprodukci (např. ve fotolitografii při výrobě elektronických čipů) a v dalších aplikacích, které jsou citlivé na zvětšení obrazu nebo úhel dopadu světla.
Nejjednodušší způsob, jak vytvořit telecentrický objektiv, je umístit clonu s malým otvorem do jednoho z ohnisek objektivu. Tím se zajistí, že objektivem projdou pouze paprsky (včetně hlavních paprsků), které jsou na druhé straně objektivu přibližně rovnoběžné s optickou osou objektivu. Nevýhodou je, že se výrazně snižuje světelnost objektivu, předmět je proto nutno dostatečně nasvětlit. Telecentricita není vlastností čoček uvnitř objektivu, ale je dána umístěním clonového otvoru v ohnisku objektivu. Clona vybírá paprsky, které procházejí objektivem, a tato specifická volba činí objektiv telecentrickým.
Komerčně dostupné telecentrické objektivy jsou obvykle složené z většího počtu optických členů ("čoček"), díky tomu dosahují lepších parametrů.
Pokud optická soustava není telecentrická, je buď entocentrická, nebo hypercentrická. Běžné objektivy jsou entocentrické. Zejména jednoduchá spojná čočka bez clony je entocentrická. U takové čočky není hlavní paprsek vycházející z libovolného bodu mimo optickou osu nikdy rovnoběžný s optickou osou, ani před čočkou, ani za čočkou. Netelecentrický objektiv vykazuje různé zvětšení pro objekty v různých vzdálenostech od objektivu. Entocentrický objektiv zobrazuje vzdálenější objekty jako menší. Naopak hypercentrický objektiv vytváří tím větší obraz, čím dále je objekt vzdálen.
Objektiv může být telecentrický v objektovém prostoru, telecentrický v obrazovém prostoru nebo bi-telecentrický (oboustranně telecentrický). 
Objektivy telecentrické v objektovém prostoru vytvářejí ortogonální (paralelní) obraz předmětu. Používají se v systémech strojového vidění, protože zvětšení obrazu je nezávislé na vzdálenosti nebo poloze objektu v zorném poli. Pokud tedy nastavíme objektiv kolmo na pozorovaný obecný válec libovolné podstavy, vidíme velice zřetelně kolmý průmět válce. To má využití zejména při zkoumání vad tvaru výrobku. Pokud bychom použili jiný typ objektivu, zmenšoval a rozostřoval by vzdálené nebo naopak blízké vady. Velikost zorného pole odpovídá průměru vstupní čočky.
Výstupní pupila v nekonečnu učiní objektiv telecentrickým v obrazovém prostoru, velikost obrazu nezávisí na vzdálenosti obrazu od objektivu. Takové objektivy se používají u obrazových snímačů, které netolerují široký rozsah úhlů dopadu. Například rozkladný hranol v tříčipových kamerách funguje nejlépe s telecentrickým objektivem. Mnoho digitálních obrazových senzorů vykazuje nejmenší barevné vady při použití telecentrických čoček.
Pokud jsou obě pupily objektivu v nekonečnu, je objektiv bi-telecentrický neboli oboustranně telecentrický.